# Hasta La Vista
「Hasta La Vista」（アスタ・ラ・ヴィスタ）は、今井麻美の8枚目のシングル。2012年4月25日に5pb.Recordsから発売された。

## 概要
前作「花の咲く場所」から約8か月でのリリースとなる2011年2作目のシングル。表題曲「Hasta La Vista」はTOKYO MX『アニメTV』及びテレビ東京系『アニソ〜ンぷらす』2012年4月度オープニングテーマ。今井は宮城県仙台市でのイベントをしたいという事で、本作を引っ提げて東京・大阪のみならず、エルパーク・仙台でのイベントを実施した。

### キャッチコピー
ラテンの風に、情熱をのせて…

## 批評
CDジャーナルは「声優という括りを感じさせないリアルな歌唱で、はっきりと個性を主張している」と評した。

## 収録曲
1. Hasta La Vista
作詞：近藤ナツコ、作曲：椎名豪、編曲：幡手康隆
  - TOKYO MX『アニメTV』及びテレビ東京系『アニソ〜ンぷらす』2012年4月度オープニングテーマ
2. ガーベラ〜今年の花
作詞：森由里子、作曲：濱田貴司、編曲：酒井陽一
3. クレッシェンド
作詞：酒井陽一、作曲：濱田智之、編曲：牧戸太郎
4. Hasta La Vista -off vocal-
5. ガーベラ〜今年の花 -off vocal-
6. クレッシェンド -off vocal-